# 640 Brambilla
640 Brambilla

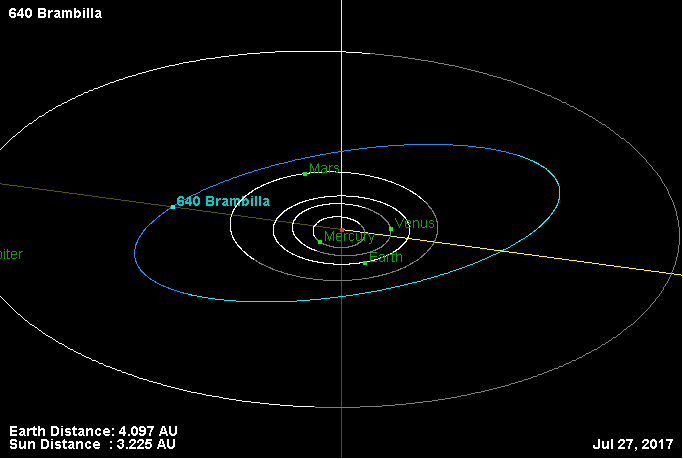
Quỹ đạo của tiểu hành tinh 640 Brambilla

640 Brambilla là một tiểu hành tinh ở vành đai chính. Nó được August Kopff phát hiện ngày 29.8.1907 ở Heidelberg và được đặt theo tên Prinzessi Brambilla, tiểu thuyết của nhà văn Đức E. T. A. Hoffmann